# Sotira-Teppes
Sotira-Teppes ist eine jungsteinzeitliche Siedlung auf Zypern. Die Siedlung gab den Namen für die neolithische Sotira-Kultur, bei der es sich um die zweite Phase des keramischen Neolithikums auf Zypern handelt. 
Die Siedlung liegt im Süden der Insel auf dem Plateau eines Hügels. Ausgrabungen zeigen, dass auch die Abhänge zum Teil bebaut waren. Die Siedlung datiert wahrscheinlich ins fünfte Jahrtausend v. Chr. und wurde 1947 und in den frühen 1950er Jahren vom zypriotischen Archäologen Porphyrios Dikaios ausgegraben, der vom University of Pennsylvania Museum of Archaeology and Anthropology finanziell unterstützt wurde. Ein Teil der Funde kam deshalb in das Pennsylvania Museum of Archaeology and Anthropology. In der Nähe befinden sich drei Quellen. Bei Ausgrabungen fanden sich 47 Bauten, die meist rechteckig waren, jedoch stark abgerundete Ecken besaßen. Sie hatten meist einen Durchmesser von 3 bis 4 m, hatten in der Regel nur einen Raum und waren freistehend. Es gab einige Bauten mit mehreren Räumen und mit Anbauten. Die Bauten waren aus Stein und Geröll errichtet sowie mit Lehmverputz verstärkt. Pfostenlöcher mögen dazu gedient haben, einstige Dächer zu stützen, die vielleicht aus Stroh und Lehm bestanden. In den Bauten fanden sich zahlreiche Installationen, die typisch für Wohnbauten sind. Dazu gehören Herdstellen, Steinbänke und Gruben mit Gefäßen. Einige Häuser waren um einen freien Platz gruppiert, andere mögen einen offenen Hof gehabt haben.
Es können drei Bauphasen unterschieden werden. Porphyrios Dikaios ging zunächst von vier Phasen aus. Eine neue Bearbeitung der Ausgrabungsberichte geht jedoch von drei Phasen aus. Demnach waren in der ersten Phase die Häuser lose über das Plateau verteilt, während die Bebauung in Phase 2 und 3 dichter wurde. Phase 1 endete in einem Feuer, Phase 2 vielleicht in einem Erdbeben.
Zu den Funden gehört vor allem Keramik. 16.000 Fragmente wurden gefunden. Anhand des Tones können zwei Typen unterschieden werden. Es gibt Gefäße aus rotem Ton, die den größten Anteil bilden. Daneben gibt es aber auch einen hellen, cremefarbigen Ton. Als Dekoration sind viele Gefäße mit einem Wellenmuster versehen. An weiteren Funden wurden zahlreiche Steinwerkzeuge und solche aus Knochen freigelegt. Perlen und Amulette gehören auch zum Fundgut. Es finden sich vor allem Schalen und flaschenartige Gefäße. Daneben fand man eine phallische Figur aus Kalkstein.